# Shōgo Iike
Shōgo Iike (japanisch 伊池 翔吾 Iike Shōgo; * 15. März 1988 in der Präfektur Kanagawa) ist ein ehemaliger japanischer Fußballspieler.

## Karriere
Iike erlernte das Fußballspielen in der Schulmannschaft der Zuyo High School und der Universitätsmannschaft der Kanagawa-Universität. Seinen ersten Vertrag unterschrieb er 2010 bei Sagawa Printing. Der Verein spielte in der dritthöchsten Liga des Landes, der Japan Football League. 2013 wechselte er zum Ligakonkurrenten YSCC Yokohama. Am Ende der Saison 2013 stieg der Verein in die J3 League auf. Ende 2014 beendete er seine Karriere als Fußballspieler.